# Farranula
Farranula – rodzaj widłonogów z rodziny Corycaeidae.
Takson ten wprowadzony został w 1911 roku przez George’a Philipa Farrana pod nazwą Corycella. Jednak nazwę tę wprowadził już w 1893 roku Louis-Urbain-Eugène Léger dla rodzaju pierwotniaka, stąd Charles Branch Wilson nadał w 1932 roku omawianemu rodzajowi nową nazwę Farranula na cześć Farrana.
Widłonogi te mają smukłe, niemal maczugowate w zarysie ciało. Głowa zrośnięta jest z pierwszym segmentem tułowia i zaopatrzona w parę dużych, położonych blisko siebie oczu z rogówkami. Czułki pierwszej pary są sześcioczłonowe. Druga para czułków jest czteroczłonowa i pozbawiona egzopoditów; drugi jej człon nie ma ząbków na krawędzi wewnętrznej. Pomiędzy szczękonóżami a odnóżami pierwszej pary leży wyrostek brzuszny o dziobiastym kształcie. Tylne kąty czwartego segmentu tułowia zaopatrzone są w ostre wyrostki. Spośród odnóży tułowiowych endopoity występują tylko na pierwszych ich trzech parach i są trójczłonowe. Brak odnóży piątej pary; zastąpione są one dwiema parami szczecinek. Urosoma ma oba segmenty zlane ze sobą w jeden. 
Do rodzaju tego należy 9 gatunków:
- Farranula carinata (Giesbrecht, 1891)
- Farranula concinna (Dana, 1849–1852)
- Farranula curta (Farran, 1911)
- Farranula dahlae Wi, Soh, Jeong & Kang, 2015
- Farranula gibbula (Giesbrecht, 1891)
- Farranula gracilis (Dana, 1849–1852)
- Farranula longicaudis (Dana, 1849–1852)
- Farranula orbisa Wi & Soh, 2013
- Farranula rostrata (Claus, 1863)